# Hermann von Wicht
Hermann von Wicht (* 21. Oktober 1879 in Kirchhatten; † 3. Januar 1942 in Berlin-Lankwitz) war ein deutscher evangelischer Theologe. Er engagierte sich in mehreren evangelischen Verbänden und Organisationen.

## Leben und Wirken
Hermann Richard Ludwig von Wicht entstammte dem alten ostfriesischen Häuptlingsgeschlecht tho Wicht, das seinen ursprünglichen Sitz in Lintel bei Norden sowie in Osterwichte (bei Blandorf-Wichte, heute ein Ortsteil der Gemeinde Hage) hatte. Er war das älteste von acht Kindern des Pfarrers Alfred Anton Melchior von Wicht und dessen Ehefrau Katharine Sophie Wilhelmine Adeline, geb. Strohmeyer. 1884 übersiedelte die Familie v. Wicht nach Malente, wo das Familienoberhaupt eine Pfarrerstelle übernahm. In Eutin besuchte Hermann das Gymnasium und legte dort das Abitur ab. Anschließend studierte er Theologie unter anderem in Erlangen, Berlin, Halle und Kiel. Während seiner Studienzeit in Kiel leistete der Theologiestudent seinen eineinhalbjährigen Militärdienst ab. Nach seiner Ordination wurde v. Wicht Seemannspastor an der Deutsch-Evangelischen Gemeinde in Marseille. Am 1. November 1907 erhielt er eine Stelle als Provinzialvikar in Bovenau. Am 27. Oktober 1908 heiratete v. Wicht die Majorstochter Marie Schenck. Das jung vermählte Ehepaar ging nach Belgrano (Argentinien). Dort war v. Wicht als 3. Seemannspastor tätig. Bereits 18 Monate später kehrte das Ehepaar nach Deutschland zurück. Mitte Januar 1911 übernahm v. Wicht, „zunächst kommissarisch, eine Pfarrstelle in Garstedt bei Hamburg (…). Hier begegnete ihm die Alkoholnot in erschütternden Erlebnissen“. Fortan engagierte er sich in der Abstinenzbewegung.

Mehrere Pfarrstellen hatte v. Wicht inne, bis er im April 1918 die Pfarrstelle in St. Simeon in Berlin-Kreuzberg übernahm. Ab 1920 war er geschäftsführender Vorsitzender des Evangelischen Verbandes für Kinderpflege in Berlin und ab 1922 Mitbegründer des Evangelischen Reichsverbandes für Kinderpflege, seit 1926 dessen geschäftsführender Vorsitzender. Für die evangelische Kinderpflege setzte er sich „mit seiner ganzen Arbeitsfreudigkeit neben seiner pfarramtlichen Tätigkeit […] ein“. Ferner war er Kassenwart des Deutschen Bundes enthaltsamer Pfarrer sowie geschäftsführender Vorsitzender der Landesgruppe Berlin-Brandenburg. 1919 trat v. Wicht in die Deutsche Volkspartei (DVP) ein, jedoch drei Jahre später wieder aus. 1935 wurde er Mitglied im Reichsluftschutzbund und 1937 Mitglied in der Nationalsozialistischen Volkswohlfahrt (NSV). In der von ihm verfassten Geschichte der Familie von Wicht vertrat er nationalsozialistisches Gedankengut. Er schrieb dort unter anderem 

„Erst unsere Zeit mit ihrer grundsätzlichen Rückkehr zu germanischen Rechtsgedanken und deutscher Vorgeschichte vermag wieder zu vermessen, welche außerordentliche volkskundliche, rassegebundene und eigene Forschungswege suchende Arbeit hier vorliegt […].“

 An anderer Stelle des erwähnten Aufsatzes heißt es: 

„Lockerte das von der französischen Revolution ausgegangene Gedankengut in staatsrechtlicher und soziologischer Hinsicht jahrhundertealte Bindungen und löste vielfach den einzelnen, wie auch in unserer Familie [von Wicht], vom Boden der Heimat, mit der er durch Blut und Sitte verwachsen war, so bildete das von der Kirche verkündete Evangelium ein starkes Bollwerk gegen alle geistige und völkische Überfremdung.“

Trotz seiner Nähe zur nationalsozialistischen Weltanschauung gehörte er in der Zeit des Nationalsozialismus neben Otto Ohl zu den herausragenden Persönlichkeiten der Diakonie, die eine Übernahme der evangelischen Kindertagesstätten (Krippe, Kindergarten und Hort) durch die NSV zu verhindern suchten, indem sie auf eine Mobilisierung der Gemeinden drangen.

## Werke (Auswahl)
- Mutterschutz, Säuglings- und Kleinkinderfürsorge. In: Beutel, H. (Hrsg.): Kirche und Jugendwohlfahrt, Berlin 1925
- 150 Jahre evangelische Kinderpflege. Rückblick und Ausblick. In: Sonniges Kinderland (4) 1929, S. 5–12
- Wesen und Bedeutung der evangelischen Kinderpflege. In: Evangelische Frauenzeitung (30) 1929, S. 166–168
- Evangelische Erziehung im nationalsozialistischen Staate. Leitsätze. In: Die christliche Kinderpflege (42) 1934, S. 250–251
- Der Dienst der evangelischen Kinderpflege als bleibende Aufgabe für Volksgemeinschaft und Kirche. In: Innere Mission (31) 1936, S. 118–123
- Der Weg der Familie von Wicht durch die Jahrhunderte im Dienste von Heimat und Volk. In: Jahrbuch der Gesellschaft für bildende Kunst und vaterländische Altertümer zu Emden (25) 1937, S. 73